# Jordi Villacampa

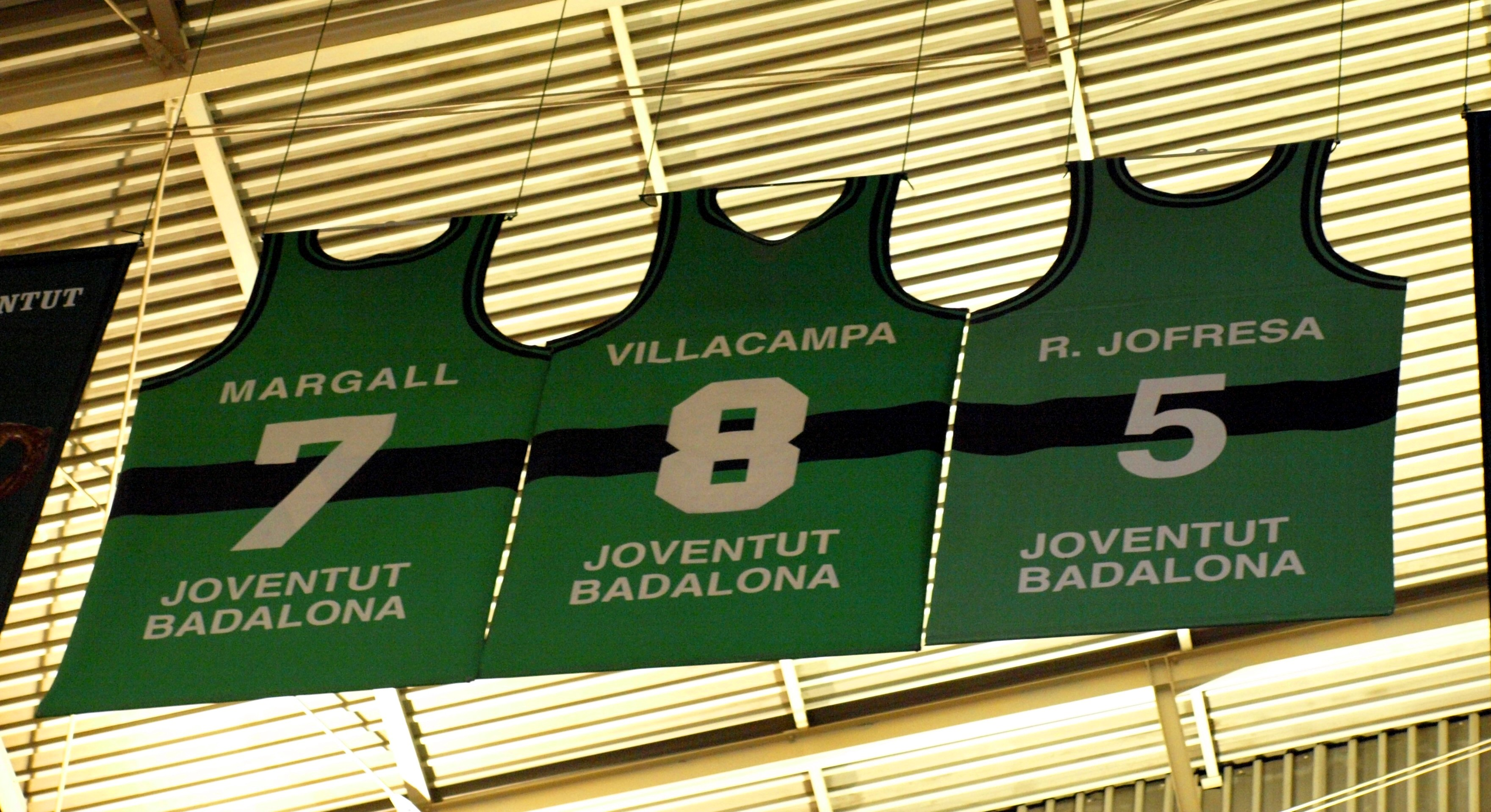
Camiseta retirada de Jordi Villacampa, junto a las de Rafa Jofresa y José María Margall en el Pabellón Olímpico de Badalona.

Jordi Villacampa Amorós (Reus, 11 de octubre de 1963) es un exjugador español de baloncesto. Jugó durante 17 años en el Club Joventut Badalona (1980-1997), equipo que presidió, 2 años después de retirarse, durante 18 años (1999-2017).

## Biografía
En 1980, y con tan solo dieciséis años, debutó en el club de baloncesto en el que jugaría toda su carrera: el Club Joventut de Badalona, más conocido como «la Penya». Mide 1.96 m y, gracias a su fino tiro exterior, estuvo considerado como uno de los aleros de mayor talento de toda Europa de finales de los 80 y los 90. Curiosamente, de pequeño siempre había jugado de pívot y fue incorporado al primer equipo como base, aunque la posición donde triunfó, fue la de alero. Ganó seis títulos de máximo nivel, incluida la Copa de Europa de clubs (1994), y fue 158 veces internacional con la Selección de baloncesto de España. Con sus 8991 puntos anotados, Villacampa es el segundo mejor anotador de la historia de la Liga ACB, por detrás de Alberto Herreros (9759 puntos).
Se retiró en 1997 y, el 22 de diciembre de ese año, el club le brindó un homenaje a toda su carrera. Su camiseta, con el número 8, fue retirada por el club en dicho homenaje. En 1999 reapareció, pero esta vez como presidente de «la Penya». Jordi Villacampa quería dejar el cargo de presidente el 30 de junio de 2013, pero aceptó seguir hasta 2017. En abril de 2017 deja la presidencia de La Penya, después de 18 años, siendo sustituido por el también exjugador verdinegro Juanan Morales.

## Palmarés
- 1 Copa de Europa: 1994.
- 2 Liga ACB: 1991, 1992.
- 2 Copa Korac: 1981 y 1990.
- 1 Copa del Rey de Baloncesto: 1997.
- 2 Supercopas de España: 1985, 1986.

## Selección española
Debutó en el Preolímpico de 1984. Desde entonces hasta 1994 fue un fijo de la selección excepto en los Juegos Olímpicos de Los Ángeles 1984 (por una decisión técnica del seleccionador Antonio Díaz Miguel muy polémica) y en el Eurobasket de Zagreb’89 (ausente por lesión). En total, participó en:
- 2 Juegos Olímpicos: Seúl’88 y Barcelona’92.
- 3 Mundiales de Baloncesto: España’86, Argentina’90 y Toronto’94..
- 4 Eurobasket: Stuttgart’85, Atenas’87, Roma’91 y Múnich’93.

Disputó un total de 158 encuentros con la selección.
El máximo éxito colectivo que consiguió con la selección fue la medalla de bronce conseguida en el Eurobasket de Roma’91.
A nivel individual, ostenta el récord de la selección española de máxima anotación en un solo partido (48 puntos, anotados ante Venezuela, en agosto de 1990, en el Mundial de Argentina).

## Consideraciones
- En su época de jugador era conocido con el sobrenombre de Espinete.

- Fue varias veces convocado para formar parte de la Selección Europea.

- En diciembre de 2002 le fue concedida la medalla de plata de la Real Orden del Mérito Deportivo.